# 10e régiment de spahis algériens
Le 10e régiment de spahis algériens  (10e RSA) est une unité dissoute de cavalerie de l'armée d'Afrique, appartenant à l'armée de terre française.
Son étendard ne comporte aucune inscription

## Création et différentes dénominations
- 1922 : création du 10e régiment de spahis algériens
- 1923 : Dissous
- 1955 : Création du 10 escadrons de spahis algériens
- 1956 : devient le 10e groupe d’escadrons de spahis algériens
- Juillet 1958 : Dissous

## Historique des garnisons, combats et batailles du6erégiment de spahis

### De 1945 à nos jours
Créé en 1922 et dissous en 1923, le régiment est recréé sous forme d’un escadron en 1955, puis du 10e groupe d’escadrons de spahis algériens en 1956, il est dissous en juillet 1958. Le 10e groupe d’escadrons de spahis algériens (10e GESA comprenait le 10e et le 12e escadrons de spahis algériens).

## Étendard
Son étendard ne comporte aucune inscription.